# 사슴벌레과
사슴벌레과(학명: Lucanidae)는 딱정벌레목의 한 과로, 사슴벌레 등을 포함한다. 약 1,200종으로 이루어져 있다.

## 특징
수컷은 커다란 턱을 가지고 있으며, 주로 먹이나 암컷을 차지할 때, 다른 수컷끼리 싸울 때, 교미 때에 암컷이 도망가지 못하게 막는 역할을 한다. 암컷은 동종 수컷에 비해 턱이 작으나, 썩은 나무에 알을 낳기 위하여 작고 날카롭게 되어 있다. 애벌레는 참나무나 상수리나무 등의 고목이나 죽은 나무 속에서 자라면서 속을 파먹다가 번데기 과정을 거쳐 어른벌레가 되는 완전변태 곤충으로 성충의 먹이는 나무의 수액이다. 수액이 발효되면 향긋한 냄새가 나기 때문에 이 냄새를 맡고 몰려들어서 먹는다. 천적으로는 기생벌의 일종인 맵시벌과 딱따구리, 곰팡이가 있다. 각 종류마다 차이가 있으나, 대개 2-7cm의 크기를 갖고 있다. 애완동물로도 기르며, 사육 또한 많이 하고, 인기가 많다.

## 하위 분류
- Aesalinae
- Lampriminae
- 사슴벌레아과 (Lucaninae)
- Syndesinae